# 萌えろDownhill Night 2
『萌えろDownhill Night 2』（もえろダウンヒルナイトツー）は、2006年10月27日にTOPから発売されたアダルトゲーム。前作『萌えろDownhill Night -峠最速伝説-』の続編である。初回限定版には『萌えろDownhill NightHR』が同梱される。
登場キャラクター、車種ともに大幅に増加している。ここでは『萌えろDownhill Night BLAZE』とあわせて紹介する。

## ストーリー
主人公の槌田彰人は、同じコンビニエンスストアでアルバイトしている朝比奈燐華と共に、燐華の愛車スズキ・カプチーノで四ツ谷峠へ向かう。燐華はそこに現れた男・西堂信也から身体を賭けたバトルを受けてしまうが、相手の日産・シルビア（S15）にはまったく歯が立たない。そこで、助手席に座っていた彰人はゲームと同じ攻め方を燐華に伝え、バトルに勝利する。
後に彰人は燐華から誘われ、走り屋チーム「四ツ谷フォーナイツ」のメンバーになり、様々な走り屋とバトルしていく。

## 主な登場人物

### 基本メンバー
槌田 彰人（つちだ　あきと）
このゲームの主人公。大学生で今はコンビニでバイトをしている。レースゲームが得意で、ゲームセンターのゲームをワンコインでクリアしてしまう腕前。燐華のカプチーノに初めて乗ったとき、ゲームと同じ攻め方を指示することにより、カプチーノを勝利へと導く。しかし、この時点で運転免許は所持していない。後に運転免許を取得するが、本物の車の運転は苦手である。
朝比奈 燐華（あさひな　りんか）:声:民安ともえ
搭乗車種…EA21R スズキ・カプチーノ→ロータス・エリーゼ 111R
ナンバー…筑波 400 K 75-41(カプチーノ) 筑波 300 E 56-14(エリーゼ)
彰人と同じコンビニで働いている。彰人が車の話をしているのを聞いてカプチーノを購入する。走り屋チーム「四ツ谷フォーナイツ」に所属しているが、コースを覚えるのが苦手であまり速いほうではない。
後にある事情でエリーゼに乗り換える。
愛川 周二（あいかわ　しゅうじ）:声:永倉仁八
搭乗車種…SW20 トヨタ・MR2
ナンバー…中野 500 T 77-98
彰人の昔からの友達。普段から将来乗る車の話やナンパの話（これは周二が一方的に話し出す）をしている。だが、周二は四天王のうちの一人であることを「沢木昌明 」と名乗り、彰人に隠している。また、同じ四天王である野乃海光里と付き合っている。
東堂院 麗子（とうどういん　れいこ）:声:小林和実
搭乗車種…AE86 トヨタ・スプリンタートレノ
ナンバー…中野 500 T ・・ 86
有名な財閥の一人娘。生粋のお嬢様。かたわらにはいつも執事の千道がひかえている。車にはどれだけお金をかけているか想像できないが、なぜか愛車は古いハチロク。普段は世間知らずで常識知らず、天然系タイプの女性だが、ハンドルを握るとものすごいドラテクを発揮する。
千道（せんどう）
東堂院財閥に仕える執事。常に麗子のかたわらに立ち、彼女が危険にさらされないようにしている。詳細な不明。謎の多い人物。
朝霧 友美(あさぎり ともみ) :声:サトウユキ
「四ツ谷フォーナイツ」のリーダーである涼風祐に憧れる少女。何度も涼風祐に告白をしているが、その度に断られて撃沈している。内気な性格で、要領を得ない話し方のため、しばしば人に誤解される。幼馴染である圭一のナビを担当する。
鳴守 ケイ（なるかみ　けい):声:計名さや香
搭乗車種…KPGC10 日産・スカイライン
ナンバー…筑 5 す 0010(旧ナンバー)
昔、四ツ谷峠に命を掛け事故死した少女の幽霊。現世に未練を残し、愛車であったハコスカに乗って、何十年も峠を彷徨っている。
小町（こまち）:声:ヒマリ
主人公の暮らす町にいつからか出現するようになった謎の情報屋。ひょっこりと姿をあらわし、かなりピンポイントな情報を与えてくれる。
大地 未来（だいち みらい）:声:奥山歩
搭乗車種…EF8 ホンダ・CR-X
ナンバー…筑波 500 H 37-35
前作の主人公、大地 翔と此ノ崎 未知の娘。親の後を継いで個人タクシーの仕事を続けている。
CR-Xには無限のエアロパーツが装備されており、大半の登場車種は外見がノーマルに対して唯一エアロパーツが装備されている。
涼風 佑（すずかぜ　ゆう）:声:一文字雷
搭乗車種…BNR34 日産・スカイライン GT-R
ナンバー…筑波 330 R ・・ 34
強豪チーム「四ツ谷フォーナイツ」のリーダーにして、巷では最速と呼ばれているほどの走り屋。今まで何人もの走り屋とバトルをしているが、全戦全勝で無敗の王者。
雰囲気からして頭文字Dの高橋涼介に似ている。

### ライバル
西堂 信也（せいどう　しんや）
搭乗車種…S15 日産・シルビア
ナンバー…筑波 500 R 11-23
彰人と燐華が最初に勝負する走り屋。
高嶺 大介（たかみね だいすけ）
搭乗車種…ST205 トヨタ・セリカ
ナンバー…筑波 500 A 68-61
涼風をスカウトしに来たプロレーサー。姿自体は登場しない。
川﨑 圭一（かわさき　けいいち）
搭乗車種…DC2 ホンダ・インテグラ
ナンバー…筑波 500 N 95-40
友美の親友であり、ベタ惚れしている人物。彼女の為なら何でもやってもいいと本気で思っている。何度も好意を持っている事をアピールしているが、未だにその恋は実っていない。
暗牙 義仁（くらが　よしひと）
搭乗車種…BL5 スバル・レガシィ
ナンバー…網走 330 R ・5 55
北海道の若手走り屋のチーム「黒豹団」のリーダーで、勝つためならどんな手段を使う事で有名。乗っている車は必ず自分で購入したものではなく他人から奪った車。
???
搭乗車種…ST205 トヨタ・セリカ
ナンバー…岸和田 330 A 95-51
公式HPで公開された謎の走り屋。ナビ担当やチームが存在するが詳細は不明。おそらく車の色や関西出身と考えて、前作に登場した大黒屋 京子と思われる。

### 峠四天王
野乃海 光里（ののうみ　ひかり）:声:奥山歩
搭乗車種…SE3P マツダ・RX-8
ナンバー…別府 330 S ・・ ・8
峠四天王の一人、九州最速の走り屋。通称「朱雀」。はじめは車に全く興味がなかったが、車の漫画を読んでいるうちにいつしか本物の車に興味を覚え、ついには九州の頂点にまで登りつめた。しかし、あまり四天王と呼ばれるのが嫌っている。
舟越 純一（ふなこし　じゅんいち）
搭乗車種…99303 ポルシェ・911　カレラ4S
ナンバー…釜石 330 P ・9 11
峠四天王の一人、東北最速の走り屋。通称「玄武」。大の女好きで、自分が勝利したら女を抱くことを条件にしている。
越前屋 誠也（えちぜんや　せいや）
搭乗車種…CT9A 三菱・ランサーエボリューションVIII GSR
ナンバー…岸和田 330 M 12-58
峠四天王の一人、関西最速の走り屋。通称「白虎」。近畿の中で最速の走りを持つと言われている走り屋。実家はたこ焼き屋で有名。しかし店の方が自ずと厳かになり、最近は商売あがったりな状況が続いている。ちなみに前作に登場した大黒屋 京子の家とは代々ライバル同士で、京子に対抗して彼の母親や彼自身も走り屋になったという。
沢木 昌明（さわき まさあき）:声:永倉仁八
搭乗車種…SW20 トヨタ・MR2
ナンバー…中野 500 T 77-98
峠四天王の一人、関東最速の走り屋。通称「青竜」。四天王最強の男。レーシングスーツにフルフェイスメットの姿で登場するが、その正体は彰人の友人、愛川 周二だった。

## 主な登場車種
SUZUKI・EA21R CUPPUCCINO
朝比奈燐華の愛車。ボディの色は赤で、ボンネットとトランクがカーボン製のものに交換され、軽量化が図られている。また、ボンネットにはダクトがあいている。さらに、リアバンパーには四ツ谷フォーナイツのステッカーが貼られている。マフラーも社外品である。外見には表れない部分も改造してあるようである。
NISSAN・BNR34 SKYLINE GT-R V-spec II
涼風祐の愛車、青色のBNR34型。クリアウインカーのため後期型。ステッカーは貼られているが、それ以外はノーマルである。外見だけでなく、内部もまったく手をつけられていないようで、ハンドルやシートも純正品。しかし、ペダルやハンドルは何年も使い込んでいるため、表面が擦り切れ始めている。
NISSAN C10 SKYLINE COOPE GT
鳴守ケイの愛車、シルバーのボディが特徴の通称ハコスカ2000GT。シングルナンバーとなっている。
TOYOTA・ST205 CELICA GT-Four
高嶺大介の愛車、黄色のボディが特徴。前作の赤のセリカレンと違い国内使用となっている。
HONDA・DC2 INTEGRA Type R
川崎圭一の愛車、白いボディが特徴のDC2。見た目はどノーマルだが、当たり前のようにチューニングが施されている。
SUBARU・BL5 LEGACY B4
暗牙義仁の愛車。4WD仕様のスポーツセダン。リヤにGTウイングとSTIのパーツが使われている。
MAZDA・SE3P RX-8
野乃海光里の愛車。ブラウンカラーのロータリーエンジン搭載のスポーツカー、しかしRX-7とは違い4ドアのスポーツクーペとなっている。
TOYOTA・AE86 SPRINTER TRUENO GT-APEX
東堂院麗子の愛車。頭文字Dの藤原拓海と同様白と黒のツートンカラー（通称パンダトレノ）のAE86型のスポーツクーペ。後期型。
NISSAN・S15 Silvia spec.R
西堂信也の愛車。オレンジのボディが特徴のスポーツカー、NA仕様のspec.Sも現実には存在したがこちらはターボ仕様（SR20DET）となっている。
TOYOTA SW20 MR2 G-Limided
黄色いボディが特徴のMRスポーツカー、愛川周二（沢木昌明）の愛車。
Lotus・Elise 111R
今作初の欧州車。赤いボディが特徴。槌田彰人は作中でポンと買ってきてしまうが、実際はそんなに安い車ではない。

## 概要
- ホンダがこのゲームに自動車を出展させた理由については、アザーカーの出ないレースゲームであれば許可を出すことができたからである（逆に出るゲームであればライセンスを出さないのが鉄則となっている）。この理由は頭文字Dシリーズ(セガ)や街道バトルシリーズ(元気)、バトルギアシリーズ(タイトー)など、アザーカーが出ない峠のバトルを主題にしたゲームでも同様である。ただし超速変形ジャイロゼッターはアザーカーが出ないにもかかわらず登場していない（これは車がロボットに変形するというコンセプトのゲームのためホンダが許諾していない）

- ポルシェやフェラーリなどが出展しない理由については、すでにライセンスを取得したゲームのメーカーが存在するためである。

- 今作の登場車種は前作みたいにエアロは版権の理由で出展してないため全て外見がノーマルのままである。（ただし、S15とBL5はGTウイングを装着している。）